# 12353 Màrquez
12353 Màrquez eller 1993 OR9 är en asteroid i huvudbältet som upptäcktes den 20 juli 1993 av den belgiske astronomen Eric W. Elst vid La Silla-observatoriet. Den är uppkallad efter Gabriel García Màrquez.
Asteroiden har en diameter på ungefär 6 kilometer och den tillhör asteroidgruppen Koronis.